# Grafenreuth (Thiersheim)
Grafenreuth ist ein Gemeindeteil des Marktes Thiersheim im Landkreis Wunsiedel im Fichtelgebirge (Oberfranken, Bayern).

## Lage
Das Dorf Grafenreuth liegt an der Kreisstraße WUN 17, die in die Nachbarorte Leutenberg und Röthenbach führt.

## Geschichte
Grafenreuth ist als Rodung der Grafen von Sulzbach um 1170 entstanden. Der Ort wurde 1180 erstmals urkundlich erwähnt. Er war der Stammsitz der Familie von Gravenreuth, die bis in das Jahr 1739 auf dem Rittergut ansässig war. Der Nürnberger Burggraf Friedrich V. erwarb den Ort von der Familie von Brandt und den Rorern. Die Besitzer des Gutes waren als Landsassen Teil der Vogtländischen Ritterschaft. Der kleine Ort ist heute noch als radialförmige Waldhufensiedlung erkennbar, er bestand ursprünglich aus dem Rittergut und acht Bauernhöfen, an die sich die Gewanne anschlossen. Das Schloss von Grafenreuth war ein Nachfolgebau des Rittersitzes. Es ging 1739 an die verwandte Familie von Schirnding über und blieb bis Ende des 18. Jahrhunderts im Besitz der Seitenlinie zu Röthenbach. Das Schloss wurde bereits 1710 als schadhaft bezeichnet und vor 1817 abgetragen. Einziges Baudenkmal im Gemeindeteil ist eine Türrahmung von 1784.
Auf dem Wartberg in Richtung des Hauptortes Thiersheim steht seit 1969 ein Aussichtsturm, an dessen Stelle sich nachweislich in der Zeit von 1499 bis 1787 ein Wartturm befand. In der markgräflichen Wartordnung von 1498 ist er namentlich nicht aufgeführt. Der Heimatforscher Johann Theodor Benjamin Helfrecht zeichnete den Turm 1800 in eine von ihm angelegten orographischen Karte des Fichtelgebirges ein. Schon 1839 stand an seiner Stelle nur ein Vogelbeerbaum und es sind keine Mauerreste mehr erkennbar.
Das ehemalige Gemeindewappen weist auf die ortsgeschichtlich bedeutsamen Adelsfamilien Gravenreuth und Schirnding hin. Für die Gravenreuth steht ein silbernes Einhorn auf blauem Grund. Für Schirnding im Wappenfuß steht ein gestümmelter schwarzer Baumast auf goldenem Grund. Es handelt sich damit um ein redendes Wappen, welches auf die Brandrodung bei der Besiedlung der Region hinweist. Bei der Auflösung der Gemeinde zum 31. Dezember 1977 wurden die Gemeindeteile Grafenreuth, Kleehof, Leutenberg, Putzenmühle und Wampen nach Thiersheim eingemeindet, ein Teil des Gemeindegrundes (Garmersreuth) kam zur Stadt Arzberg.